# Doverio
Doverio è una frazione del comune di Corteno Golgi, in alta Val Camonica, provincia di Brescia.

## Geografia fisica

### Territorio
Doverio è una frazione di Corteno Golgi che sorge sopra l'abitato di Megno.

## Monumenti e luoghi d'interesse

### Architetture religiose
Le chiese di Doverio sono:
- Chiesa  dei Santi Fabiano e Sebastiano, settecentesca, riporta la data 1775. Il campanile sorge a qualche decina di metri dalla chiesa e probabilmente faceva parte di una cappella primitiva.

## Società

### Tradizioni e folclore
Gli scütüm sono nei dialetti camuni dei soprannomi o nomiglioli, a volte personali, altre indicanti tratti caratteristici di una comunità. Quello che contraddistingue gli abitanti di Doverio è Fròtoi o Gnài.

## Galleria d'immagini

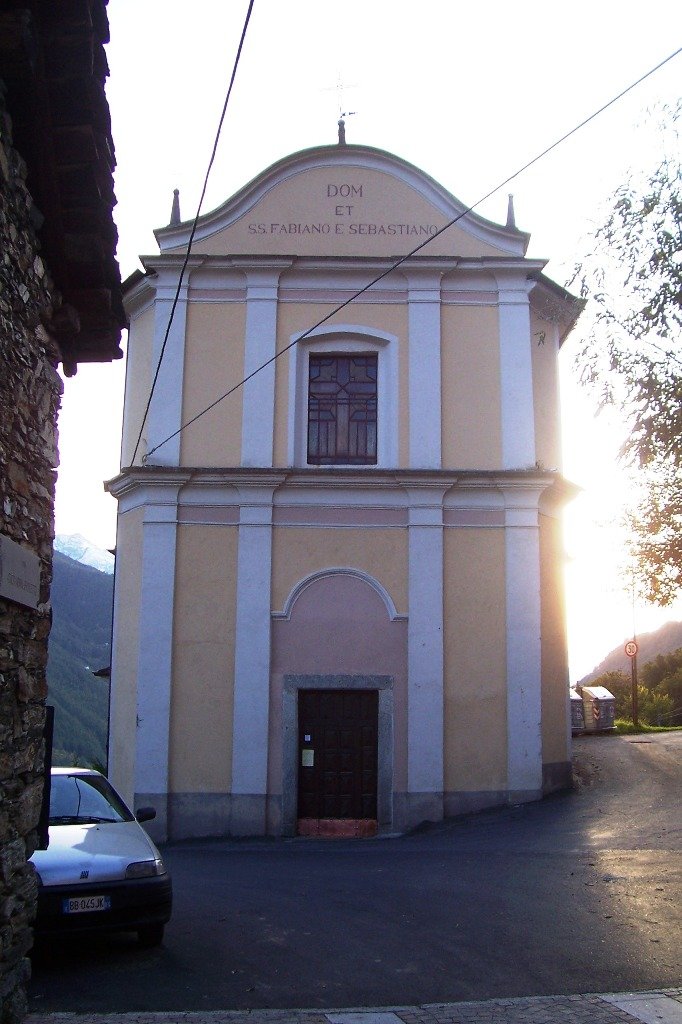
Chiesa
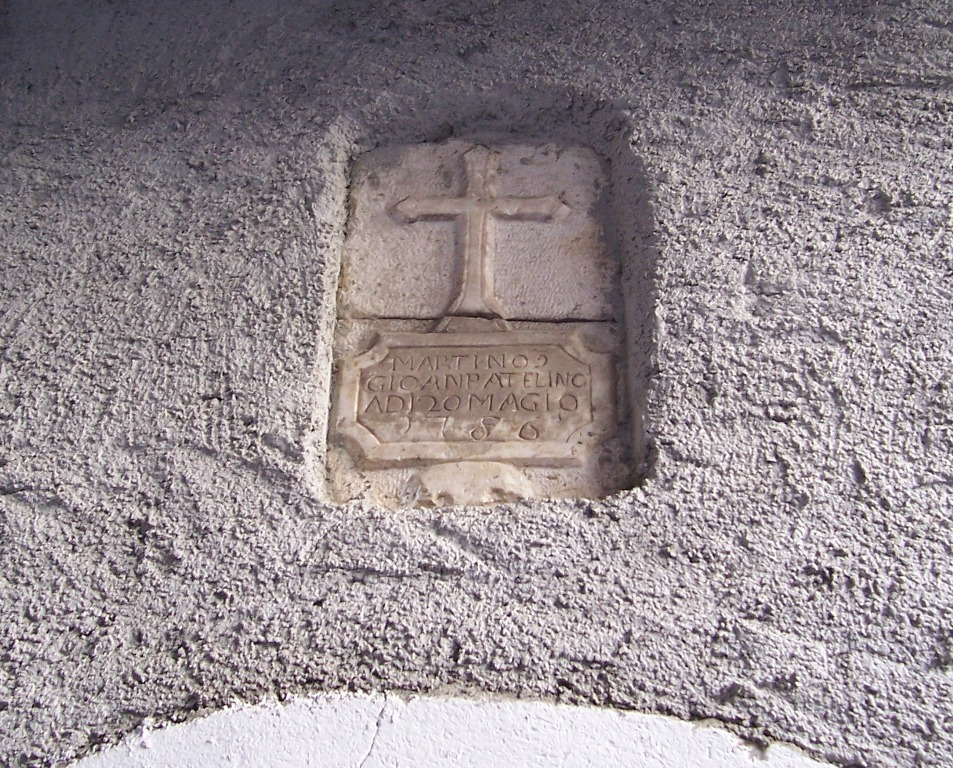
Iscrizione
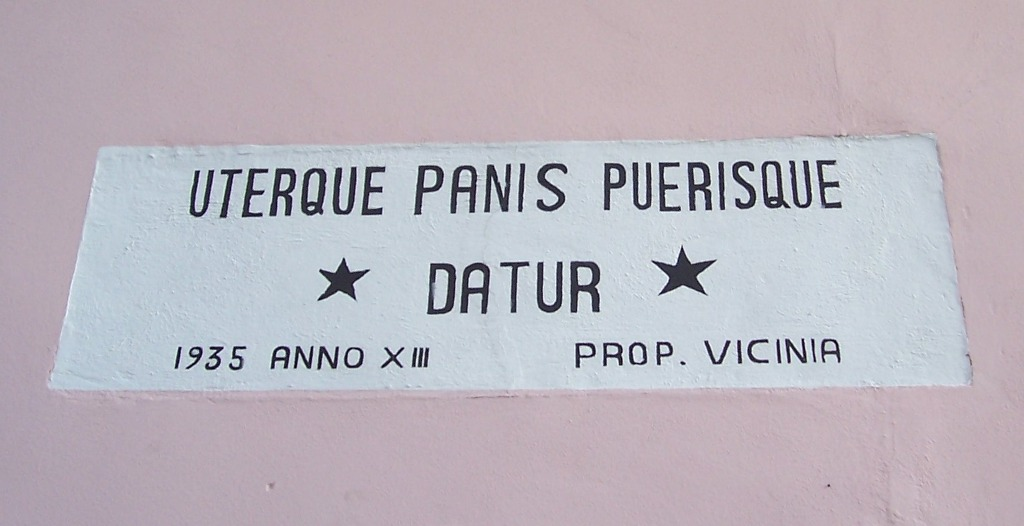
Iscrizione della Vicinia